# Atlantikwall Museum Noordwijk
Het Atlantikwall Museum Noordwijk is een museum gevestigd in een Duits bunkercomplex in de duinen ten noorden van de Nederlandse plaats Noordwijk, provincie Zuid-Holland. Het kent bijna een halve kilometer aan gangen. Deze gangen verbinden tientallen bunkers en andere installaties en bouwwerken onder het zand. De grootste bunker, waarin de vuurleiding was gevestigd, is gerestaureerd en weer zoveel mogelijk ingericht als vuurleider.

## Geschiedenis
Gedurende de Tweede Wereldoorlog lieten de Duitsers een verdedigingslinie langs de kust bouwen die zich uitstrekte van Noorwegen tot de Franse/Spaanse grens. Een onderdeel daarvan was Batterie Noordwijk bij Noordwijk, een door Nederlandse bunkerbouwers in opdracht van de bezetter gebouwd complex met zo'n 80 installaties. Een groot deel daarvan is in de vorm van bunkers nog aanwezig onder het duinzand. De bouwwerken varieerden van houten douchegebouwen tot zware bunkers met wanden van drie meter dik.
Batterij Noordwijk werd bemand door zo'n 180 militairen van de Kriegsmarine. Hij bestond uit vier geschutsbunkers, twee munitiebunkers en een vuurleider van het type S414. Deze drie verdiepingen tellende vuurleider was de grootste bunker die de Duitsers hier door Nederlandse bunkerbouwers liet aanleggen. Voor de bouw werd 2400 kubieke meter beton gebruikt, dat werd aangevoerd via een speciaal aangelegd smalspoor.
De bunkers waren met elkaar verbonden door een ondergronds gangenstelsel. De hoofdgang was voorzien van een 60 cm breed smalspoor waarover munitie en andere voorraden werd aangevoerd. De daarvoor gebruikte lorries werden met de hand voortbewogen.
Beide munitiebunkers waren met een open loopgraaf op de hoofdgang aangesloten. Dit om bij een eventuele explosie de rest van het complex niet te beschadigen. De geschutsbunkers werden bewapend met in Frankrijk gebouwde kanonnen van het type 155mm GPF modele 1917. Dit type stond bij de Duitsers bekend als "Kanone 418f. GPF". Kort na het einde van de Tweede Wereldoorlog werden van de kanonnen de sluitstukken verwijderd, zodat ze niet meer bruikbaar waren. Later werden de kanonnen geheel verwijderd en tot schroot verwerkt.
De meest zuidelijke munitiebunker kreeg tijdens de Koude Oorlog een nieuwe functie; hij werd ingericht als noodkunstopslag. In geval van oorlog konden kunstwerken uit musea hierheen geëvacueerd worden. Vanaf 1948 was een champignonkweker in een deel van het complex gevestigd. Nadat hij vertrokken was bleven de bunkers onbeheerd achter. Ze vormden een veel gebruikte speelplaats voor de kinderen uit de buurt. In de jaren zeventig werden de bunkers deugdelijk afgesloten en met zand bedekt.

## Museum
In 2001 werd Stichting Atlantikwall Museum Noordwijk opgericht met als doel de bunkers van Batterie Noordwijk te behouden, te beschermen, te restaureren en in te richten als museum. In 2004 werd de munitiebunker in gebruik genomen als museumbunker. In oktober 2004 is men begonnen om het gangenstelsel in het duin weer toegankelijk te maken. Op 5 mei 2007 werd de eerst 200 m hoofdgang voor het publiek opengesteld. Er werden rondleidingen in het gangenstelsel gegeven door gidsen. In 2012 is er begonnen met het leeg graven van nog eens 200 meter gangenstelsel. Sinds 2014 is het museum gevestigd in de gerestaureerde vuurleiderbunker. In juni 2015 is de munitiebunker in gebruik genomen door het Museum Engelandvaarders
Het gangenstelsel is in de zomermaanden met een gids van het museum te bezoeken. In de winter zijn de gangen afgesloten in verband met aldaar overwinterende vleermuizen. Het museum wordt in stand gehouden door vrijwilligers.

## Andere bunkermusea
Er zijn in Nederland nog verschillende andere bunkermusea, waaronder:
- Het Atlantikwall Museum in Hoek van Holland
- Stichting bunkerbehoud in Zoutelande
- Het Bunker Museum IJmuiden
- Het Atlantikwall Museum Scheveningen

## Foto's

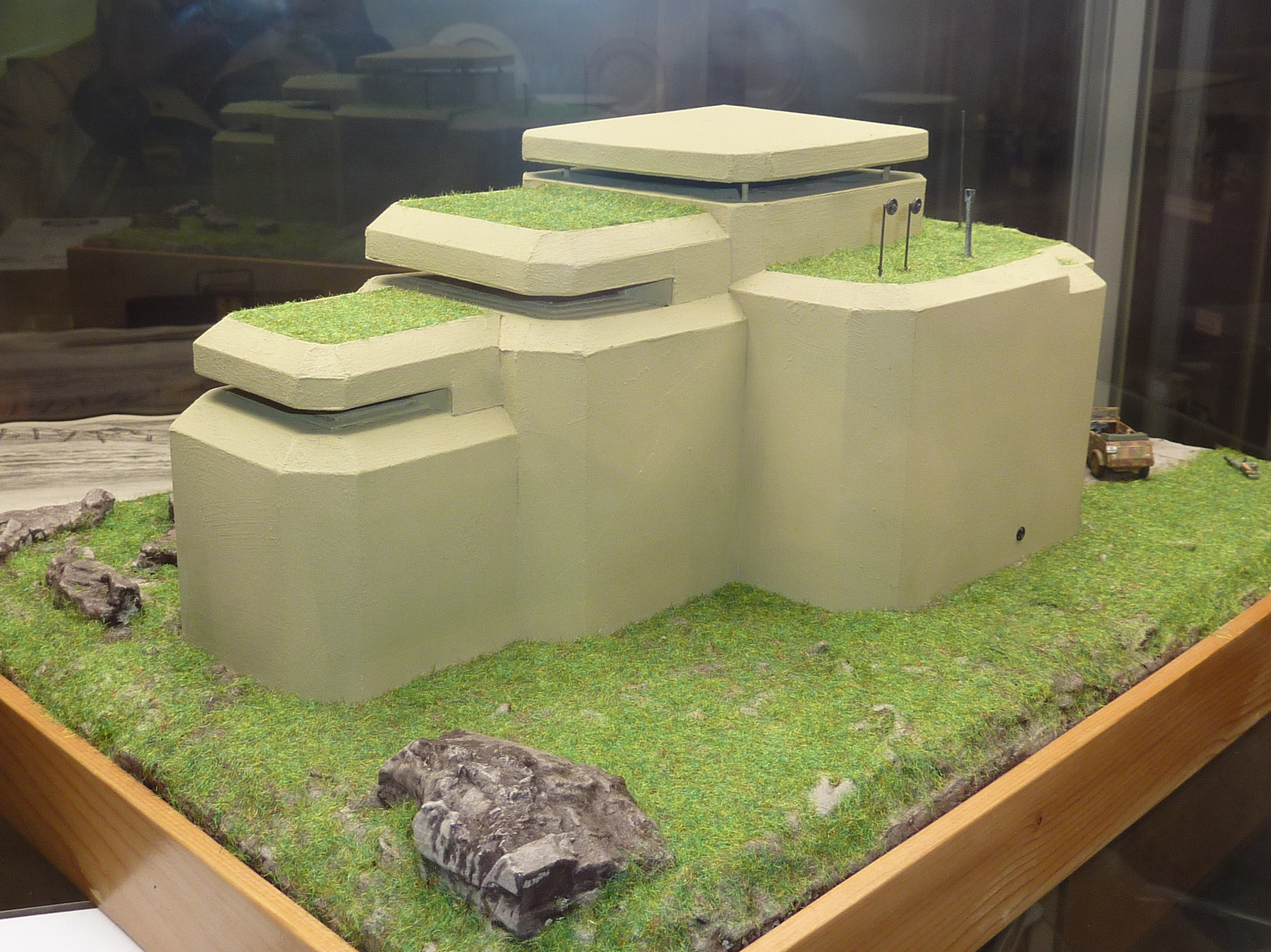
Schaalmodel vuurleider van de MAA 280 in Batz-sur-Mer, Saint Nazaire, Frankrijk, die verwant is aan de S414 in Noordwijk
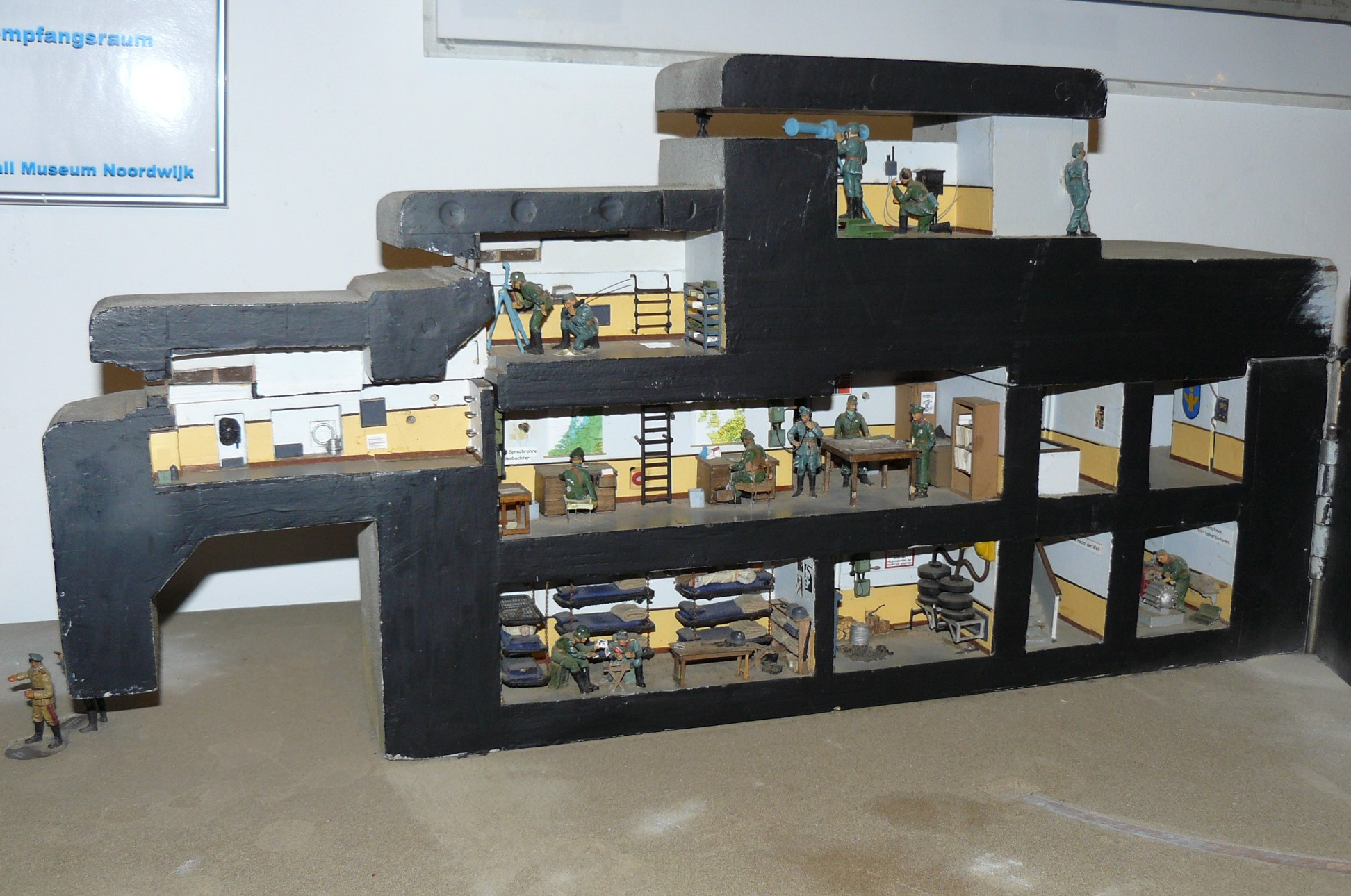
Maquette van de S414 vuurleiderbunker
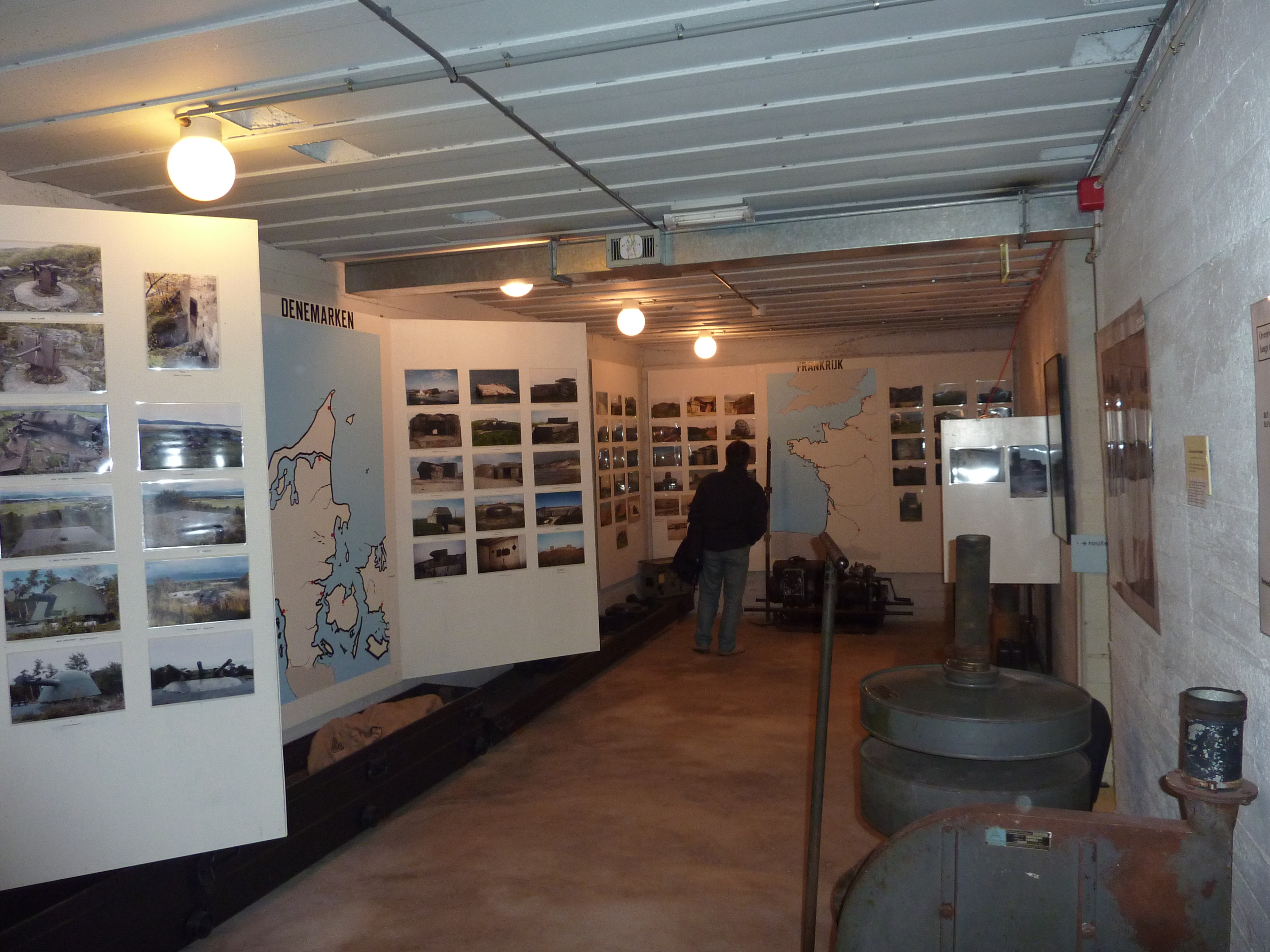
Gedeelte van de munitiebunker die tot eind 2014 in gebruik was als expositiebunker
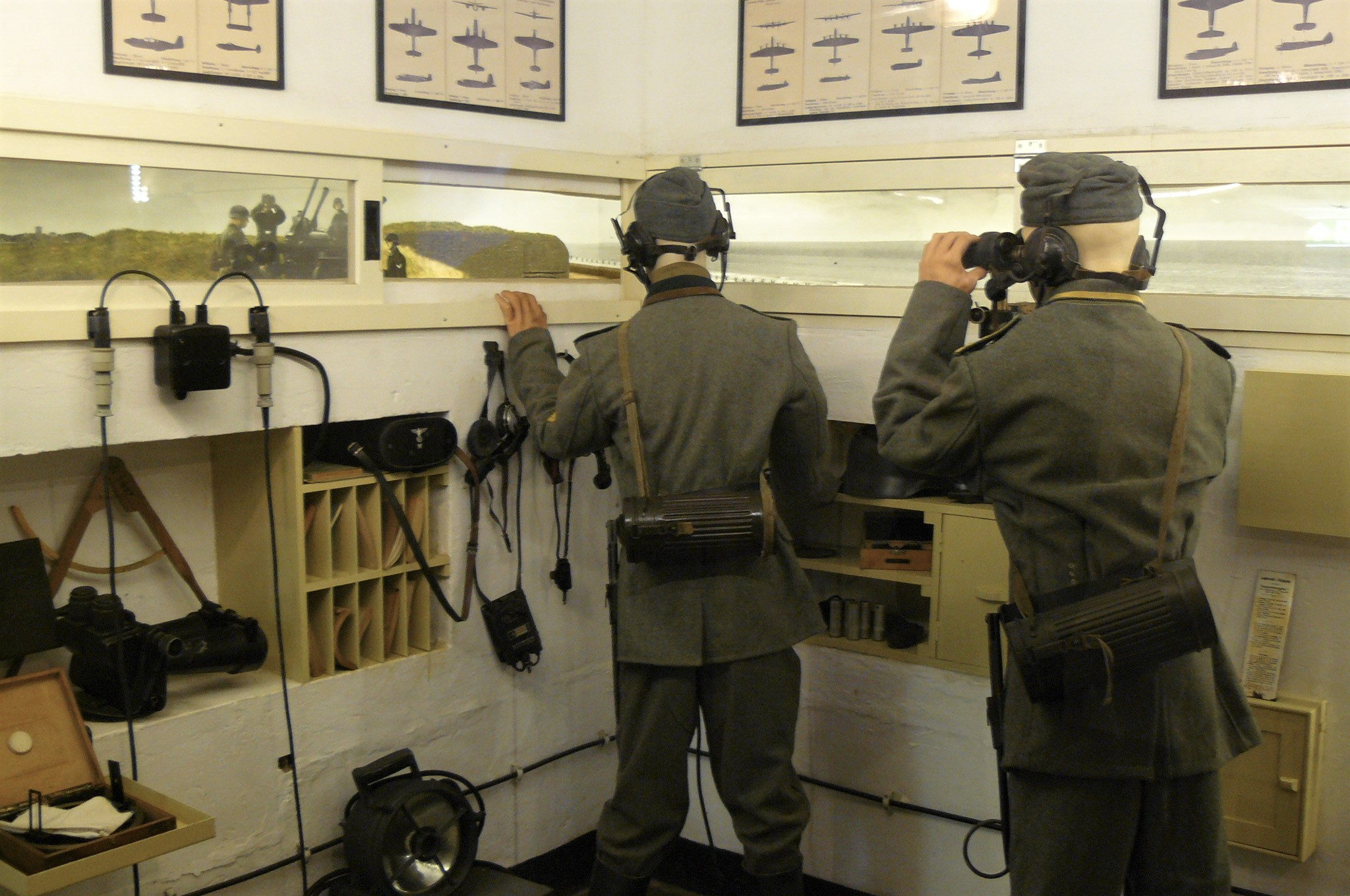
Een van de observatieposten
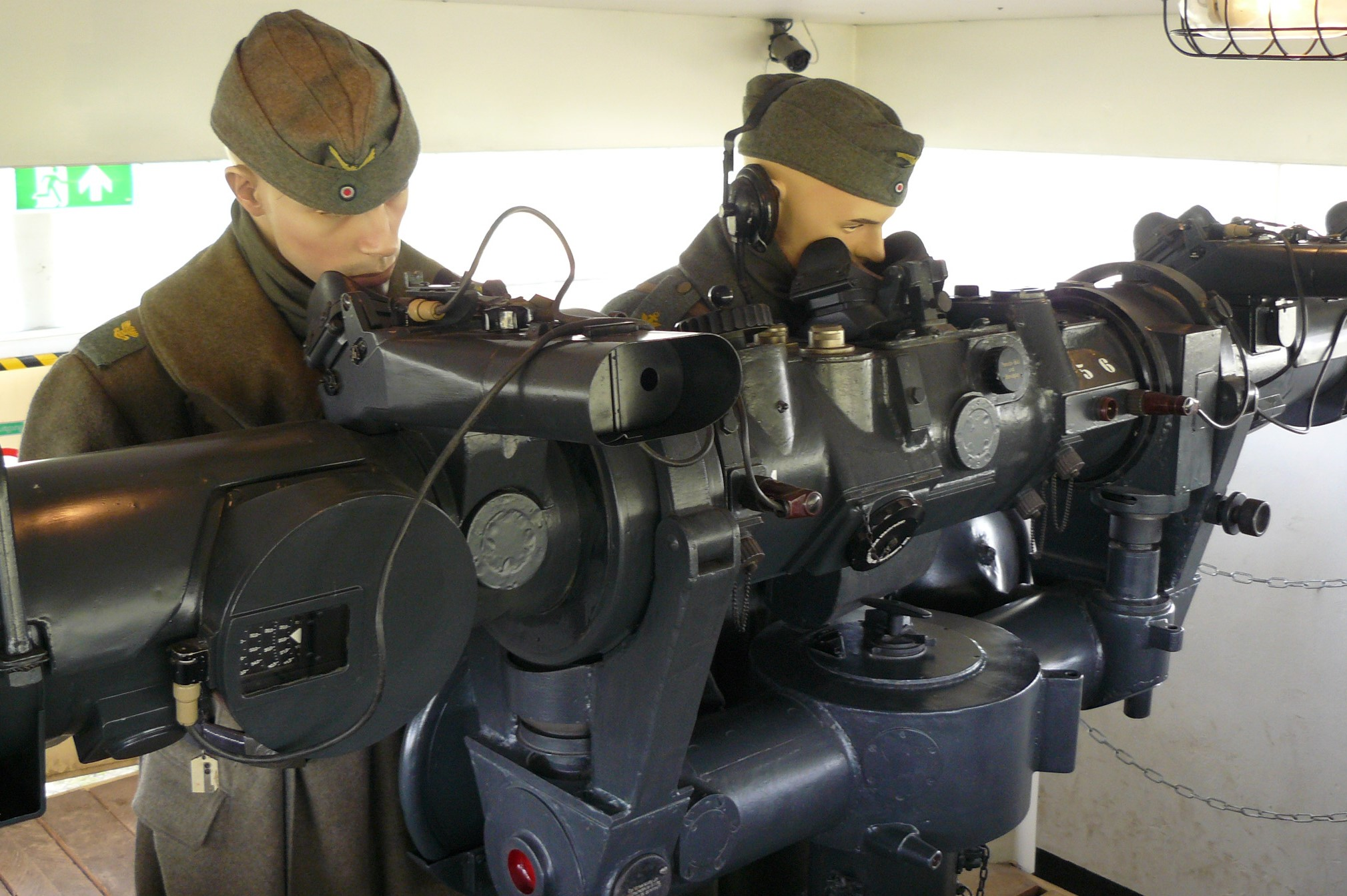
De bovenste observatiepost met afstandmeter
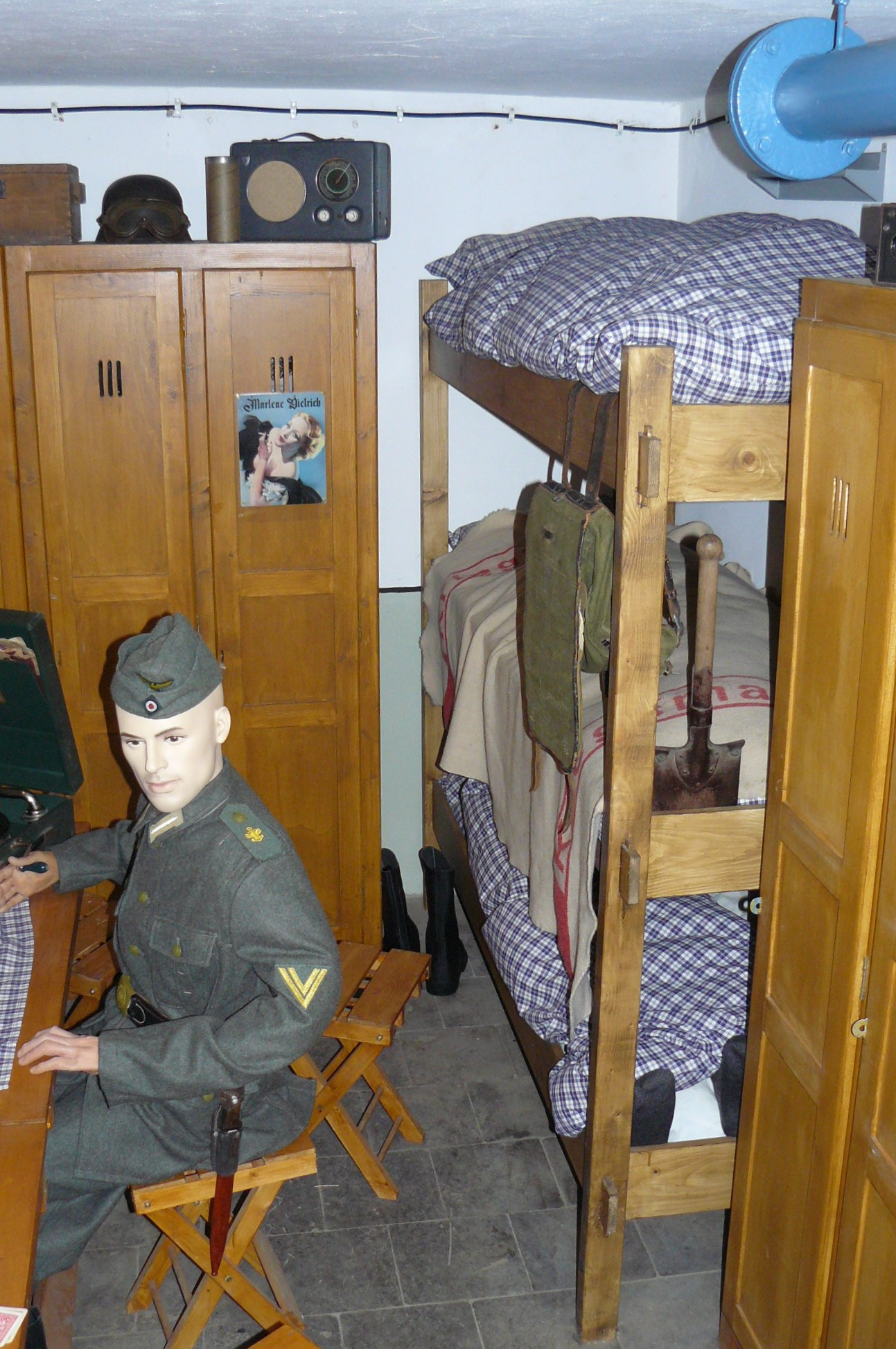
Manschappenverblijf in de bunker
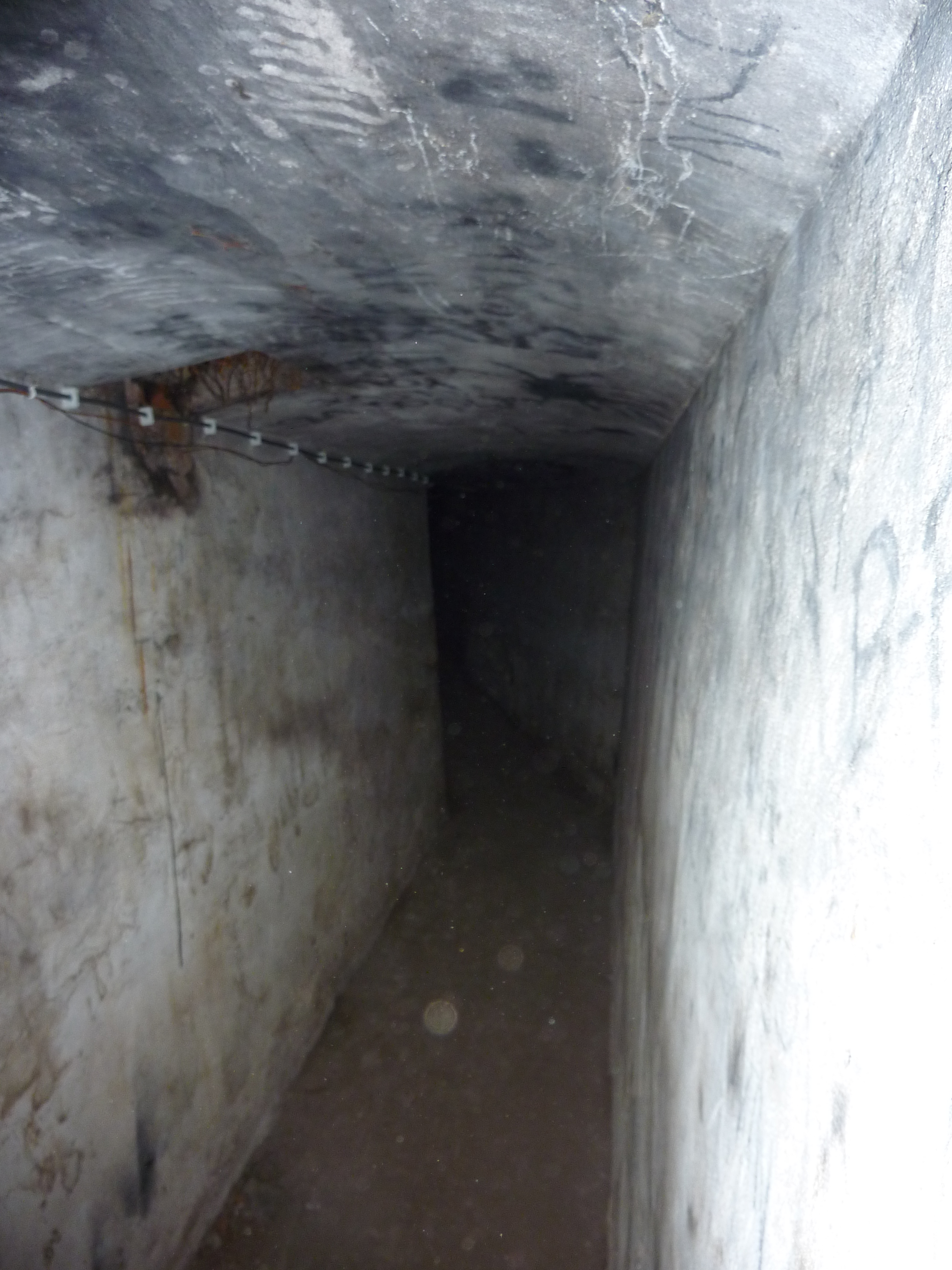
Smalle gang
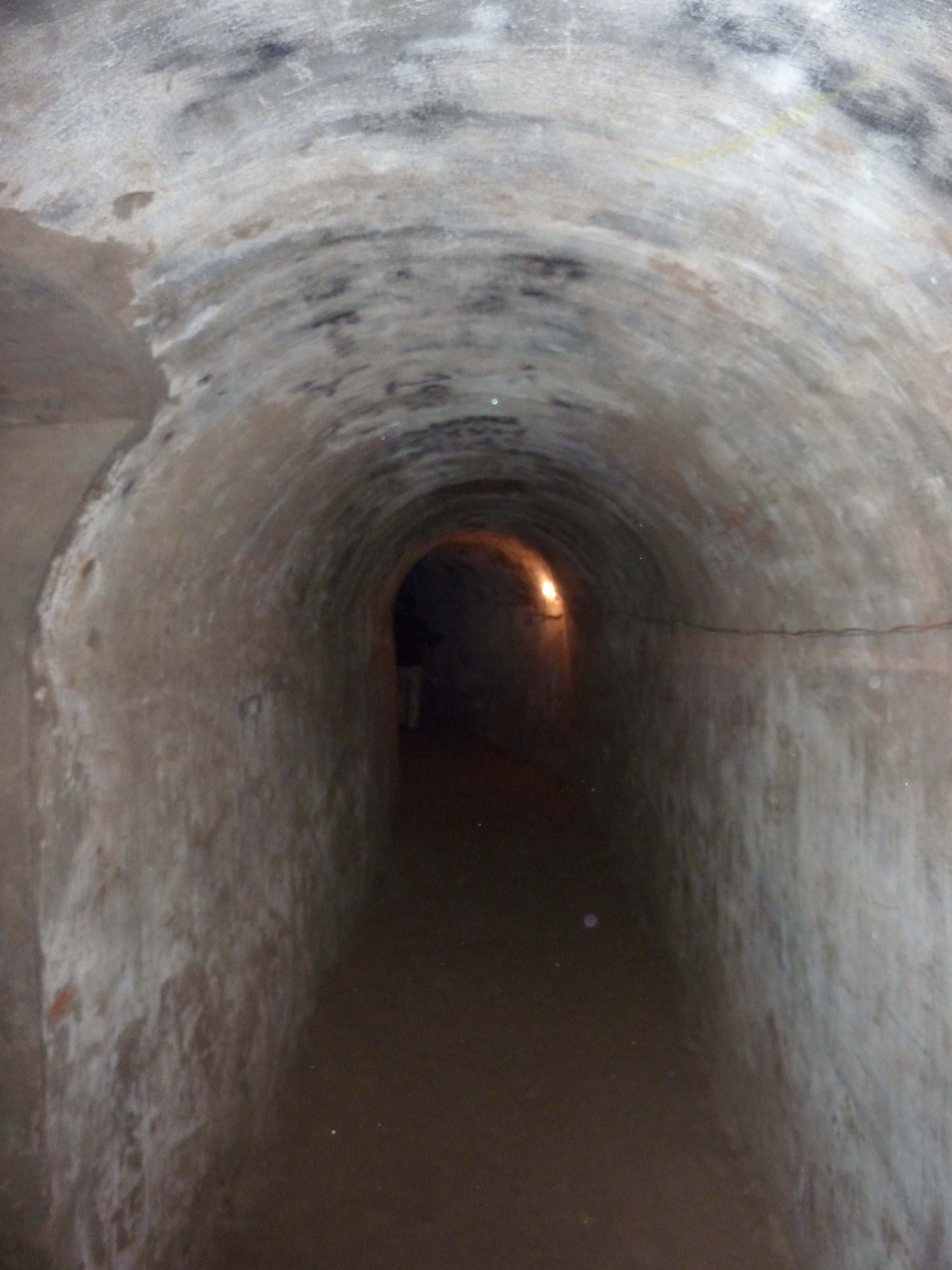
Brede ronde gang
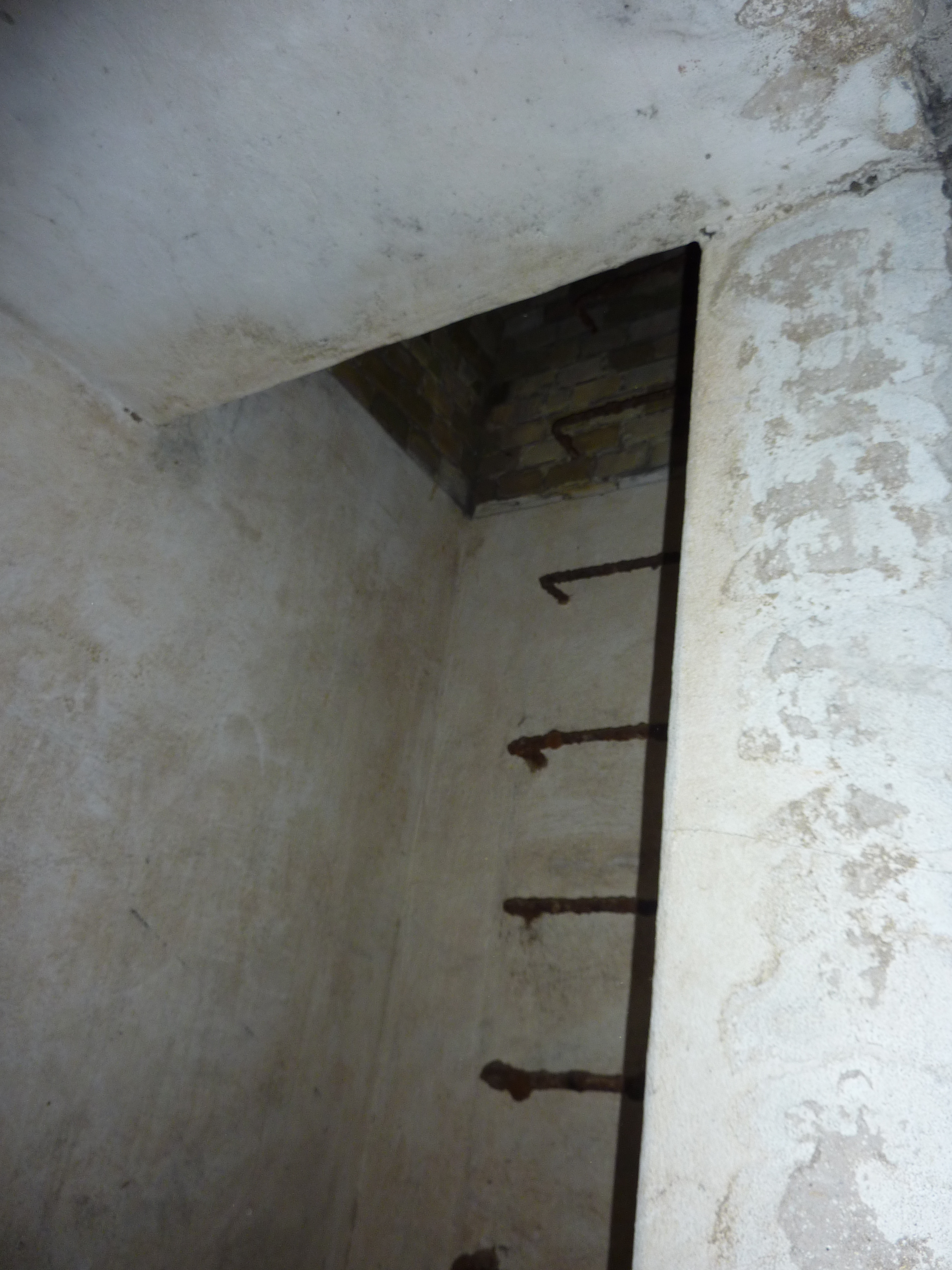
Nooduitgang van gangenstelsel
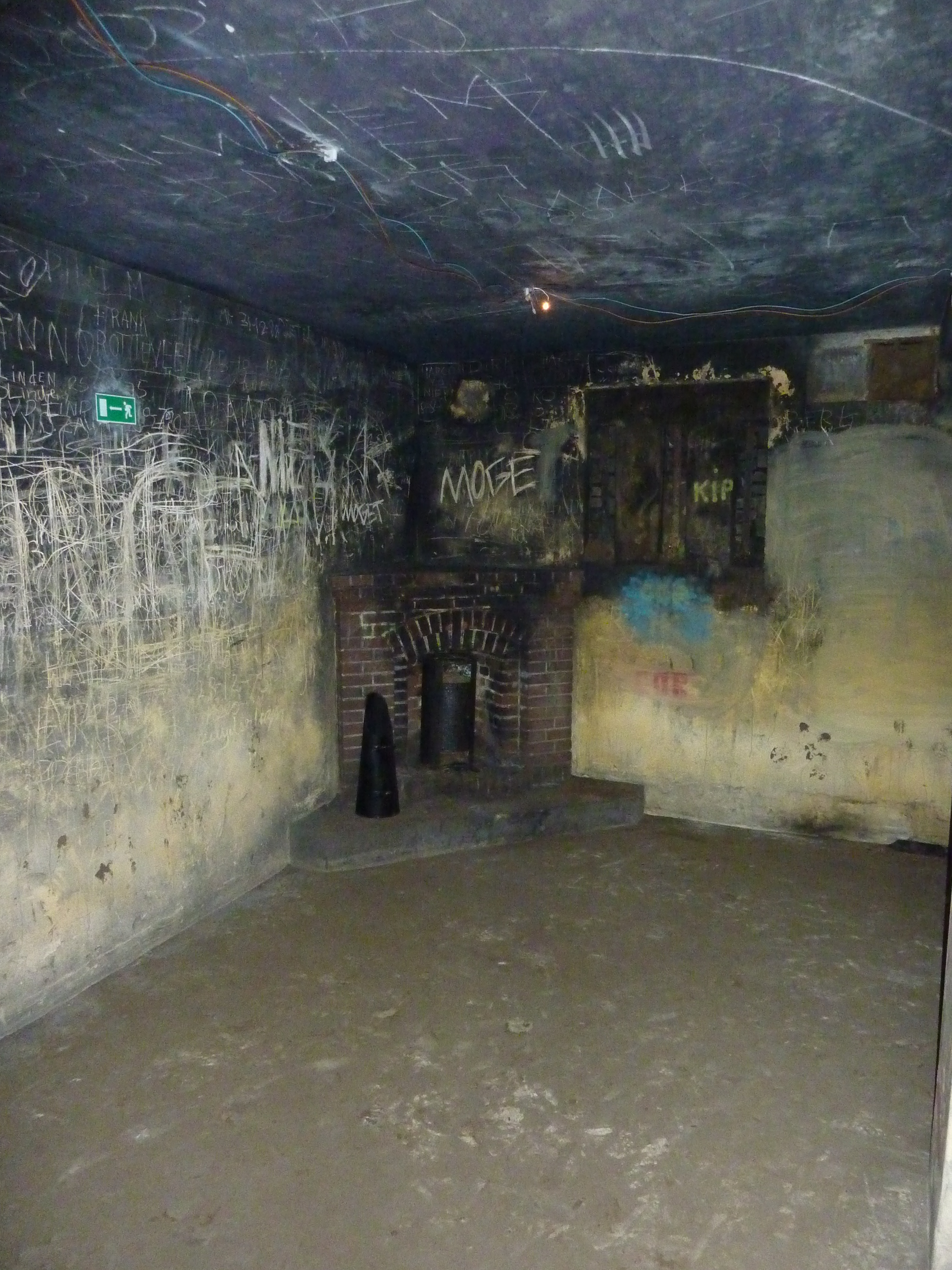
Kantine met kachel en schoorsteen